# سارية أبو ظبي
سارية أبوظبي أو سارية علم الإمارات هي سارية علم تقع وسط مدينة أبوظبي عاصمة الإمارات العربية المتحدة، حاملةً علم الإمارات. يبلغ ارتفاعها 122 مترًا، حيث كانت الأعلى في العالم وقت إنشائها عام 2001، أما الآن فتحتل المركز الثامن من حيث الارتفاع.

## التصميم
تم افتتاح السارية في اليوم الوطني الثلاثين لدولة الإمارات العربية المتحدة، مقابل كورنيش أبوظبي، حيث بلغ ارتفاعها 122 مترًا، ولتدخل كتاب غينس للأرقام القياسية كأعلى سارية علم بالعالم لعدة أعوام. تحمل السارية علمًا بطول 40 متر وعرض 20 متر.
شارك في نسج العلم  وحياكته مايفوق 400 طالباً من أصحاب الهمم 

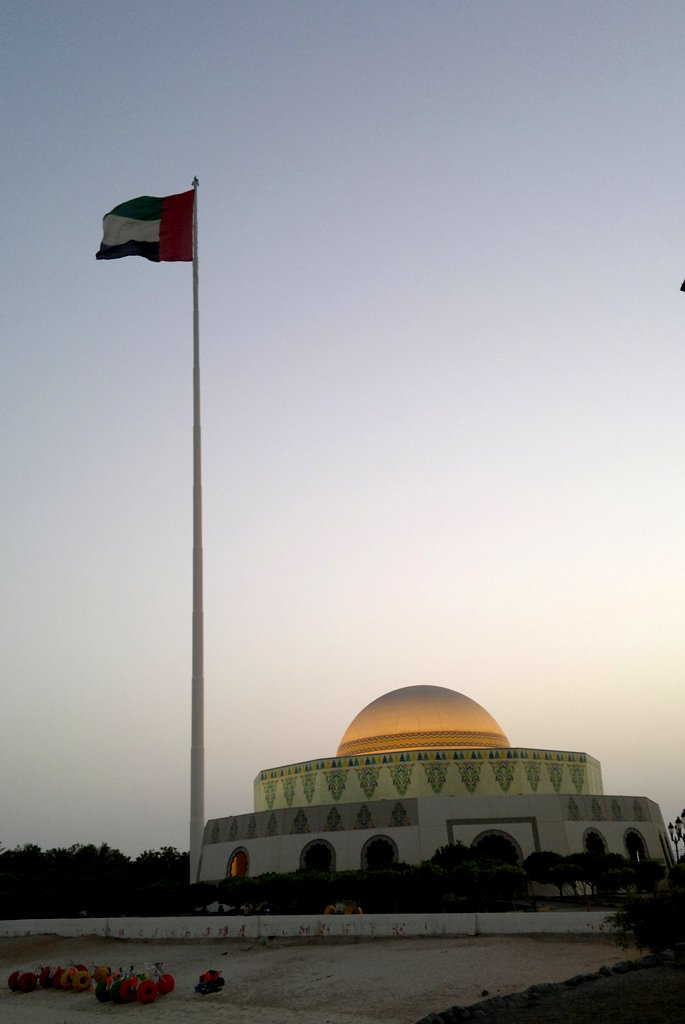
سارية أبوظبي

## وصلات خارجية
- صور لسارية علم الإمارات بأبوظبي من flickr

| السجلات                      | السجلات                                               | السجلات                    |
| ---------------------------- | ----------------------------------------------------- | -------------------------- |
| سبقه · سارية مرديكا، ماليزيا | أعلى سارية علم بالعالم كانون الأول 2001 - حزيران 2003 | تبعه · سارية رغدان، الأردن |